# Heidenkrippe
Das Großsteingrab Heidenkrippe ist eine megalithische jungsteinzeitliche Grabanlage bei Erxleben im Landkreis Börde (Sachsen-Anhalt).

## Lage
Das Grab befindet sich nordnordwestlich von Erxleben in einem Waldgebiet und ist über einen Waldweg erreichbar, der von der Straße zwischen Bregenstedt und Klein Bartensleben abzweigt. In einiger Entfernung liegen zahlreiche weitere Großsteingräber: 7,5 km südwestlich befindet sich das Großsteingrab Marienborn 1. 11 km ostnordöstlich befinden sich die Großsteingräber im Haldensleber Forst, die größte Ansammlung von Großsteingräbern in Mitteleuropa.

## Beschreibung
Von der stark zerstörten Anlage sind noch neun Steine vorhanden, bei denen es sich wahrscheinlich um acht Wandsteine und einen Deckstein handelt. Keiner der Steine befindet sich mehr an seiner ursprünglichen Position; genauere Angaben zum ursprünglichen Aussehen und zu den Maßen der Anlage sind daher nicht möglich. Einer der Steine weist eine auffällige Vertiefung auf.

## Das Grab in regionalen Sagen
Gemäß einer Sage soll die auffällige Vertiefung auf einem der Steine, in der sich Regenwasser sammelt, niemals austrocknen.
Auf diese Vertiefung geht auch die Bezeichnung „Heidenkrippe“ zurück. Hier soll angeblich ein christlicher Feldherr vor einer Schlacht gegen heidnische Wenden seinen Soldaten versichert haben: „Wir werden unsere Feinde schlagen, so gewiß ich mein Pferd noch aus diesem Stein tränken werde.“ Daraufhin spornte er sein Pferd an und dieses stieß mit einem Huf ein tiefes Loch in den noch weichen Stein. Die Schlacht ging siegreich aus und der Feldherr konnte nun sein Pferd in der Vertiefung tränken, in der sich mittlerweile Regenwasser gesammelt hatte. Diese Sage ist auch in Form einer Ballade aus dem Jahr 1827 überliefert.
Eine Variante dieser Sage berichtet ebenfalls von einer Schlacht gegen Wenden, dreht sich aber um zwei christliche Brüder, die gemeinsam in der Schlacht kämpfen. Als einer der Brüder verwundet wird, trägt ihn der andere zur Heidenkrippe, findet aber nirgends Wasser um die Wunden seines Bruders auszuwaschen und seinen Durst zu stillen. Als er sich schließlich auf den Stein kniet und zu Gott betet, fließt plötzlich Wasser in großen Mengen aus der Vertiefung.